# Zębiełek szary
Zębiełek szary (Crocidura attenuata) – gatunek ssaka z rodziny ryjówkowatych (Soricidae). 

## Występowanie
Ssak ten występuje w Kambodży, Chinach, Indiach, Laosie, Malezji, Birmie, Filipinach, Tajwanie, Tajlandii i Wietnamie. Prawdopodobnie występuje też w Bhutanie, Indonezji, Nepalu i Pakistanie.

## Charakterystyka
Futro jest koloru szaro-brązowego, spód ciała nieco jaśniejszy. Ogon jest ciemnobrązowy. Nogi pokryte są krótkimi włosami. Zamieszkuje górskie i nizinne tropikalne wilgotne lasy, zarośla i w pobliżu rzek. Spotkać go też można w lasach bambusowych. Gatunek ten jest liczny i ogólnie stabilny. W niektórych rejonach rywalizuje z ryjówką aksamitną. W Azji Południowej jest zagrożony przez utratę siedlisk i gatunki inwazyjne.